# Collin Chou
Collin Chou (születési neve hagyományos kínai írással: 鄒兆龍, egyszerűsített kínai írással: 邹兆龙, pinjin átírással: Zōu Zhàolóng, magyaros átírással: Csou Csao-lung; Kaohsziung (Gāoxióng), Tajvan, 1967. augusztus 11. –) kínai színész, harcművész, kaszkadőr. Számos Jet Li- és Sammo Hung-filmben játszott, legismertebb szerepe Seraph volt a Mátrix-trilógiában.

## Élete
Collin Chou sokgyermekes családban született Tajvanon, nyolc fiú- és négy lánytestvére van, ő volt a nyolcadik gyerek. Édesapja elhagyta a családot a legfiatalabb gyerek születése után. Édesanyja alig tudta eltartani a sok gyereket, így Chou testvérei közül néhányan állami gondozásba kerültek. Chou maga pedig már hat-hétéves korában dolgozni kényszerült, egy fafaragó mester majd egy pék mellett inaskodott. Hamarosan elkezdték érdekelni a harcművészetek, négy különböző mestertől is tanult.
1989-ben Hongkongba ment, ahol kaszkadőrként helyezkedett el, nem sokkal később bekerült Sammo Hung kaszkadőrcsapatába, de harckoreográfusként is segédkezett. Hamarosan első igazi szerepét is megkapta. 1997-ig Sammo Hung egyetlen tanítványa volt.
Számos Jet Li-filmben szerepelt, legtöbbször negatív szereplőként. A Thunderbolt című filmben a sérült Jackie Chan dublőre volt néhány harcjelenet erejéig.
Feleségével, a hongkongi modell Wanda Yung Wai Takkal 1990-ben ismerkedett meg, de nem beszélt kantoni nyelven, Wanda pedig mandarinul nem tudott, így csak 1992-ben kezdtek randevúzni. Ma ikerfiúk szülei.
1999-ben döntött úgy, hogy Amerikába megy szerencsét próbálni és angolul tanulni, 2000-ben kapta meg Seraph szerepét a Mátrix – Újratöltve című filmben.
2006-ban a Félelem nélkül című filmben a fiatal Huo Jüan-csia (Huo Yuan Jia) apját alakította, a 2008-as A tiltott királyságban Jackie Chan és Jet Li ellenfelét, a gonosz Jáde Császárt játszotta.